# Курбанов, Сократ Вагнерович
Сократ Вагнерович Курбанов (1989 год) — российский самбист и дзюдоист, серебряный призёр первенства России по боевому самбо среди юниоров 2007 года, бронзовый призёр чемпионата России 2009 года по боевому самбо, кандидат в мастера спорта России. Победитель всероссийских турниров. По самбо выступал в тяжёлой весовой категории (свыше 100 кг). Наставниками Курбанова были В. Я. Пак и М. М. Курнев.

## Спортивные результаты
- Первенство России по боевому самбо среди юниоров 2007 года — [1][2];
- Чемпионат России по боевому самбо 2009 года — ;
- Чемпионат Центрального совета «Россия» по дзюдо (Саратов, 2014 год) — [3];